# Max Zacharias
Heinrich Wilhelm Max Zacharias (Berlim, 5 de maio de 1873 – 2 de maio de 1962) foi um matemático alemão.
Zacharias estudou de 1894 a 1897 em Berlim, fez a prova estatal para lecionar (Lehramtsprüfung) em 1898, e foi professor ginasial a partir de 1901 em Berlim. Obteve um doutorado em 1903 em Rostock, com a tese Über die Beziehung zwischen den 27 Geraden auf einer Fläche 3. Ordnung und den 28 Doppeltangenten einer ebenen Kurve 4. Ordnung, orientado por Otto Staude.
Escreveu o artigo Elementargeometrie na Encyklopädie der mathematischen Wissenschaften e (parcialment com Max Ebner) nas décadas de 1920 e 1930 diversos livros escolares sobre geometria, aritmética, trigonometria e álgebra. Escreveu também uma introdução sobre geometria não-euclidiana e uma sobre geometria projetiva. Editou o Brouillon Projet de Girard Desargues no Ostwalds Klassikern der Exakten Wissenschaften em tradução para o alemão e publicou sobre Desargues.

## Obras
- Das Parallelenproblem und seine Lösung: eine Einführung in die hyperbolische nichteuklidische Geometrie, Teubner 1937, 2. Auflage 1951
- Einführung in die projektive Geometrie, Teubner 1912, 4. Auflage 1951, online hier  (die Projektive Geometrie wird anhand der Beiträge von Desargues, Blaise Pascal, Jean-Victor Poncelet, Jakob Steiner, Karl Georg Christian von Staudt dargestellt, denen jeweils ein Kapitel gewidmet ist)